# Unione Sportiva Baracca Calcio 1989-1990
Questa voce raccoglie le informazioni riguardanti l'Unione Sportiva Baracca Calcio nelle competizioni ufficiali della stagione 1989-1990.

## Rosa
| N. |                   | Ruolo | Calciatore       |
| -- | ----------------- | ----- | ---------------- |
|    | Italia (bandiera) | A     | Mauro Anastasio  |
|    | Italia (bandiera) | A     | Andrea Baioni    |
|    | Italia (bandiera) | C     | Andrea Buccioli  |
|    | Italia (bandiera) | A     | Francesco Caruso |
|    | Italia (bandiera) | D     | Christian Cecchi |
|    | Italia (bandiera) | C     | Giacomo Ceredi   |
|    | Italia (bandiera) | D     | Giulio Cotecchia |
|    | Italia (bandiera) | P     | Marco Cristi     |
|    | Italia (bandiera) | C     | Guido Minetto    |
|    | Italia (bandiera) | C     | Felice Parisi    |

| N. |                   | Ruolo | Calciatore          |
| -- | ----------------- | ----- | ------------------- |
|    | Italia (bandiera) | C     | Renato Re           |
|    | Italia (bandiera) | P     | Andrea Sardini      |
|    | Italia (bandiera) | A     | Roberto Secchiaroli |
|    | Italia (bandiera) | C     | Maurizio Teodorani  |
|    | Italia (bandiera) | D     | Giancarlo Valente   |
|    | Italia (bandiera) | D     | Giuseppe Vecchio    |
|    | Italia (bandiera) | C     | Marco Vergnani      |
|    | Italia (bandiera) | D     | Moreno Villa        |
|    | Italia (bandiera) | C     | Stefano Zarattoni   |